# Esperanza Ortega
Esperanza Ortega Martínez (Palencia, 15 de octubre de 1953) es una escritora, poeta, editora y crítica española. 

## Biografía
Licenciada en Filología Románica, ha publicado cinco libros de poemas: Algún día (E. Portuguesas), Mudanza (Ave del Paraíso), Hilo solo (Visor), Lo que va a ser de ti (Plaza Janés) y Como si fuera una palabra (Lumen). Figura, entre otras, en las antologías Ellas tienen la palabra (Hiperión) y Las ínsulas extrañas (Galaxia Gütenberg). Recibió el Premio de poesía Jaime Gil de Biedma por su libro Hilo solo en 1995, además del Premio Giner de los Ríos de ensayo  por El baúl volador en 1982 y el Premio de Cuentos Jauja por El dueño de la casa, en 1994. En su labor crítica destaca la antología de Francisco Pino titulada Siempre y nunca (Cátedra, Colección Letras Hispánicas), además de la biografía novelada de Garcilaso de la Vega (Omega. Vidas célebres, 2003). En 2009 publicó sus recuerdos de infancia y juventud en un libro titulado  Las cosas como eran (2009).
En 2020 reunió todo lo publicado en el volumen Diario de lo no vivido, publicado por Dilema.
Ha colaborado en revistas de poesía como Sibila (Sevilla), Revistatlántica (Cádiz), Rosa cúbica (Barcelona), Cuadernos del matemático (Getafe), Condados de Niebla (Huelva), Vuelta (México DF), Falar-Hablar de poesía (Madrid-Lisboa), Mirlo (Madrid), Sibila (Sevilla) y Hueso húmero (Lima), entre otras. Fue cofundadora y codirectora de la revista El signo del gorrión.
También dirigió la colección Vuelapluma de Editorial Edilesa.
Ha colaborado con artículos y entrevistas en los diarios El País, ABC, El Norte de Castilla y El Mundo. También ha escrito sobre arte en catálogos de exposiciones.
En 2020 ha aparecido su antología de artículos periodísticos Las palabras y los días.
Dio clases en varios institutos de la ciudad de Valladolid. 

## Vida personal
Está casada con el también escritor Gustavo Martín Garzo y es madre de la escritora Elisa Martín.